# Robert Hébras
Robert Hébras (Oradour-sur-Glane, 29 de junio de 1925-11 de febrero de 2023) fue un escritor y miembro de la Resistencia francesa, uno de los seis supervivientes de la masacre de Oradour del 10 de junio de 1944.

## Biografía
Robert Hébras, Jean-Marcel Darthout, Mathieu Borie, Clément Broussaudier, Yvon Roby y Pierre-Henri Poutaraud fueron los únicos que sobrevivieron a la ejecución por la SS de 186 civiles masculinos, mientras que Marguerite Rouffanche fue la única mujer que sobrevivió a la masacre. Los seis hombres permanecieron escondidos bajo los cadáveres de sus compañeros fingiendo estar muertos y Marguerite Rouffanche logró escapar por la ventana de la iglesia del pueblo.

### 10 de junio de 1944
Robert Hébras, Jean-Marcel Darthout, Mathieu Borie, Clément Broussaudier, así como Pierre-Henri Poutaraud y Marguerite Rouffanche son los únicos civiles que sobrevivieron a la ejecución llevada a cabo con ametralladoras. Yacían, en parte bajo los cuerpos de sus camaradas, en el granero de Laudy y fingían estar muertos, porque los miembros de las SS (Schutzstaffel, del "escuadrón de protección" alemán) se subieron a los cuerpos y acabaron con cualquiera que todavía se moviera. Un cuarto de hora después de las ejecuciones, las SS prendieron fuego al granero para borrar las huellas de sus abusos. Pierre-Henri Poutaraud huyó tan pronto como comenzó el incendio y fue asesinado cerca del cementerio.
Los otros cuatro hombres yacían bajo los cuerpos en llamas hasta que temieron por sus propias vidas. Tres de los cinco hombres que lograron huir de la aldea en llamas resultaron gravemente heridos. Robert Hébras estaba herido en el pecho, una pierna y la muñeca derecha. La mitad de la familia Hebras, la madre y dos de las hijas, perecieron en la masacre. Con la excepción del hijo, Robert, sobrevivió solo la hija mayor, que ya no vivía en Oradour,y el padre (este último estaba, en el momento de los hechos, en un pueblo cercano, donde estaba ayudando a un granjero de sus amigos).
Marguerite Rouffanche fue la única mujer que sobrevivió a la masacre. Las mujeres y los niños fueron reunidos en la iglesia del pueblo, donde fueron asfixiados, ametrallados y/o quemados vivos por el fuego causado por los soldados de las SS. Los 207 niños y bebés, así como 254 mujeres, perecieron mientras que Marguerite Rouffanche, aprovechando una nube de humo, escapó por una ventana de la iglesia y llegó al jardín cercano, quedando levemente herida. Marguerite Rouffanche sólo accedió a declarar ante la televisión en agosto de 1969, ante las cámaras de la ORTF, Office de Radiodiffusion-Télévision Française , en compañía de su amigo, Robert Hébras. Después del 10 de junio de 1944 Hébras participó en la resistencia contra el nazismo y durante el último año de la guerra luchó junto a la Resistencia francesa. En el año 1983 en la República Democrática Alemana de entonces, fue testigo en el juicio contra Heinz Barth, uno de los homicidas de Oradour. En 2003 una película documental sobre su vida fue realizada por el cineasta alemán Bodo Kaiser.     
Sus contribuciones a la conmemoración y superación de la época del nazismo engloban su trabajo como testigo de su época y como autor. A lo largo de su vida trabajó por la conciliación de Alemania y Francia. Trabajaba en el «Centre de la mémoire» de Oradour.
Se casó, tuvo un hijo y tres nietos y vivió en Saint-Junien, cerca de Oradour. Tras su fallecimiento, Jean-Marcel Darthout es el único sobreviviente de la masacre de Oradour.
En marzo de 2008 fue premiado con el Austrian Holocaust Memorial Award por la organización Servicio Austriaco de la Memoria.

## Publicaciones
- Robert Hébras: Oradour-Sur-Glane, le drame heure par heure, ISBN 2-909826-00-7
- André Desourtreaux & Robert Hébras: Oradour/Glane, notre village assassiné, ISBN 2-84702-003-9